# Temple protestant de Luxembourg
Ne doit pas être confondu avec Église de la Trinité de Luxembourg.
Le temple protestant de Luxembourg est un édifice religieux situé 58 rue Madame, dans le 6e arrondissement de Paris. La paroisse de Pentemont-Luxembourg, membre de l'Église protestante unie de France, en est le propriétaire. 

## Histoire
Le temple est inauguré le 11 avril 1857 par le pasteur Edmond de Pressensé. Son architecte est Alexandre Francis de Valcour. Le pasteur Edmond de Pressensé est alors un des animateurs de la chapelle Taitbout et s'inscrit dans le mouvement du Réveil libriste. La paroisse devient autonome en 1867, et son premier pasteur est Roger Hollard, qui y exerce son ministère jusqu'à sa mort, en 1902. Elle rejoint l'Église réformée de France le 1er mai 1939, un an après la création de cette dernière, sous le ministère du pasteur Jules Aeschimann.
L'orgue à buffet néo-gothique, composé de deux claviers de 54 notes et d'un pédalier de 30 notes, est construit par la manufacture Abbey Frères de Versailles en 1892. Il est révisé en 1917, 1963, 1978 et 2003. 
En 1989, de grands travaux sont menés, avec remplacement d'un grand escalier à double révolution par trois escaliers simples et un ascenseur. En 2005, la paroisse du Luxembourg fusionne avec celle de Pentemont, qui est l'affectataire d'un des neuf temples dont est propriétaire la Ville de Paris dans le cadre de la loi de 1905, le temple protestant de Pentemont. En 2013, la paroisse prend la dénomination d'« Église protestante unie de Pentemont-Luxembourg ».

## Architecture
La façade s'inscrit dans la continuité des immeubles mitoyens de la rue Madame. Le portail est surmonté d'un gable, mais n'accueille pas d'autres décorations qui pourraient signaler un lieu de culte, comme par exemple une croix.
La salle de culte est au premier étage. Elle est de plan rectangulaire, rythmée par cinq travées de piliers habillés de boiseries et à chapiteaux néo-gothiques ornés de feuilles de vigne. Une tribune prolonge l'orgue, placé face à la chaire. Dans le plafond, un faux oculus dessine une étoile de David. Les grandes fenêtres gémellées donnant sur la façade sont garnies de vitraux à losanges blancs et contours bleus.